# Wawrzyniec Korwin
Wawrzyniec Korwin lub pełniej Wawrzyniec Korwin Nowotarski, łac. Laurentii Corvini Novoforensis, niem. Lorenz Raabe lub Lorenz Rabe, inne formy nazwiska: Wawrzyniec Korwin z Nowego Targu, Wawrzyniec z Nowego Targu, Laurentius Bartholomei De Novo Foro, Laurentius Corvinus Novoforensis (ur. przed 1470 w Środzie Śląskiej, zm. 21 lipca 1527) – humanista, poeta nowołaciński, pedagog, geograf, pisarz miejski, miłośnik filozofii neoplatońskiej, autor podręczników. Twórca dzieła O wersyfikacji.

## Wykształcenie
Wawrzyniec Korwin ukończył szkołę parafialną w Środzie Śląskiej, a w semestrze letnim 1484 roku znalazł się na Uniwersytecie Krakowskim, gdzie studiował na wydziale sztuk wyzwolonych. W 1486 roku uzyskał stopień bakałarza, a w 1489 magisterium. W Krakowie spotkał Celtisa i korzystał z dawanych przez niego lekcji poetyki.

## Życiorys
Syn miejskiego patrycjusza Bartłomieja z polskiej rodziny Wawrzyniec. Jego właściwe, pierwotne nazwisko brzmiało: Rabe (Raabe) Wawrzyniec.
Korwin w latach 1489–1494 wykładał, jako extraneus, w Akademii Krakowskiej m.in. astronomię, filozofię, geografię, retorykę, literaturę grecką oraz literaturę rzymską. W 1496 lub w 1499 roku we Wrocławiu został rektorem gimnazjum św. Elżbiety. W 1494 przybył do Świdnicy, gdzie piastował urząd rektora szkoły parafialnej, a od 1495 został również pisarzem miejskim. Pracę na tym stanowisku skończył dwa lata później, wyjeżdżając ze Świdnicy. W ostatnich latach życia był pisarzem miejskim we Wrocławiu.

### Znajomość z M. Kopernikiem
W Krakowie poznał Mikołaja Kopernika i zarys systemu heliocentrycznego. Na jego zaproszenie w 1506 r. wyjechał do Torunia. Po powrocie do Wrocławia w 1508 roku napisał Wiersz Wawrzyńca Korwina. Żegna w nim ziemię pruską oraz chwali Kopernika, dając poetycki wykład jego teorii na ponad 30 lat przed opublikowaniem O obrotach sfer niebieskich.

## Twórczość naukowa i literacka
W pracy naukowej i literackiej pozostawał pod silnym, trwałym wpływem Konrada Celtesa, należał do stowarzyszenia Sodalitas Vistulana. Opracowywał podręczniki humanistycznej poetyki i retoryki, sam uprawiał z zamiłowaniem twórczość poetycką. W roku 1490 objaśnił Bukoliki Wergilego, komentował traktaty filozoficzne Arystotelesa i Boecjusza. W późniejszym okresie przejął się głęboko filozofią neoplatońską. Znał, w niewielkim stopniu, język grecki. Pracował nad opisem świata oraz osobno Śląska. W roku 1496 w Cosmographia dans manuductionem in tabulas Ptholomei zamieścił opis Polski wzorowany na Kronice świata, lecz bardziej precyzyjny i zawierający mniej błędów. W przeciwieństwie do Schedla Prusy wymienia jako dzielnicę Polski. W pracy tej wywodził Sarmatów (utożsamianych z Polakami) od Amazonek. W tej samej publikacji zamieścił dodatkowo patriotyczny wiersz pt. Oda Saficka o Polsce i jej stolicy Krakowie.
W roku 1495 kontynuował prace nad podręcznikiem wersyfikacji łacińskiej. W 1499 został rektorem szkoły parafialnej przy kościele Św. Elżbiety we Wrocławiu, gdzie szerzył humanizm; m.in. zorganizował wystawienie 2 komedii starorzymskich (1500, 1502). W roku 1503 ożenił się z Anną Münsterberg i rozpoczął pracę jako pisarz miejski. W latach 1506–1508 piastował to samo stanowisko w Toruniu. W roku 1508 powrócił do Wrocławia. Zajmował się sprawami publicznymi, politycznymi i kulturalnymi. Od roku 1522 stanął po stronie reformacji i gorliwie ją propagował.

### Ważniejsze dzieła i utwory
- Cosmographia dans manuductionem in tabulas Ptholomei, wyd. H. Bebel, Bazylea, po 1496, drukarnia N. Kessler, dzieło to zawierało m.in.
  - Ode sapphica endecasyllaba diclos tetrastrophos peonice de Polonia et Cracovia – z opisem salin wielickich; także przy wyd. Hortulus elegantiarum, Kraków 1502, drukarnia J. Haller; wyd. osobne: Lipsk 1507, drukarnia B. Wolfgang; zob. J. Pistorius Polonicae historiae corpus, t. 1, Bazylea 1582, s. 167–168, przekł. polski: E. Jędrkiewicz, wyd. A. Jelicz Antologia poezji polsko-łacińskiej 1470-1543, Warszawa 1956
  - Silesiae descriptio compendiosa
- Carminum structura, Kraków 1496, inne wyd.: Lipsk, po 20 sierpnia 1496, drukarnia M. Landsberg; pt. Compendiosa et facilis diversorum carminum structura, Lipsk 1504, drukarnia J. Thanner; wyd. następne: Lipsk 1505, Kolonia 1508 (podręcznik wersyfikacji łacińskiej); przeróbka: Henryk Bebel Ars versificandi et carminum condendorum, Kolonia 1507, Tybinga 1513
- Latinum idioma, Lipsk, ok. 1498-1500, drukarnia Kachelofen; do 1537 roku 36 wydań; edycje wcześniejsze: ok. 1500, drukarnia Speyer; Wrocław 1503, Kolonia 1505, 1506 (brak miejsca wydania); zbiór rozmówek do nauki łaciny
- Carmen... de Nympharum conquestione, Lipsk 1500, drukarnia J. Thanner; pt. Carmen de Nympharum conquestione super hiemis redigitatem, z rękopisu Biblioteki Uniwersytetu Wrocławskiego, wyd. krytyczne J. Krókowski „Laurentii Corvini poetae Silesii carmina duo”, Charisteria T. Sinko... oblata, Warszawa 1951
- Hortulus elegantiarum, Kraków 1502, drukarnia J. Haller; do 1520 roku 25 wydań; edycje wcześniejsze: Wrocław 1503, Lipsk 1503, Lipsk 1505, Lipski 1507 (2 edycje); zbiór przykładów poprawnego pisania
- Carmen elegiacum... de Apolline et novem Musis, Wrocław 1503, drukarnia K. Baumgarthen; wyd. następne: Norymberga 1509; pt. Carmen... de novem Musis elegantissime congestum, ogł. z rękopisu: J. Krókowski „Laurentii Corvini poetae Silesii carmina duo”, Charisteria T. Sinko... oblata, Warszawa 1951
- Epicedium... in principem Alexandrum... demortuum... elegiaco carmine, Kraków 1506, drukarnia J. Haller
- Carmen... quo valedicit Prutenos... (wiersz m.in. z pochwałą M. Kopernika), wyd. przy Simocatta Theophylactus Scholasticus: Epistolae morales, rurales et amatoriae, przekł. z jęz. greckiego na łacinę: M. Kopernik, Kraków 1509, drukarnia J. Haller; wyd. następne: fascimile wyd. R. Gansiniec, Warszawa 1953; przekł. polski przy wyd.: M. Kopernik De revolutionibus orbium coelestium, Warszawa 1854; L. H. Morstin, przy wyd. fascimile R. Gansiniec, Warszawa 1953
- Dialogus carmine et soluta oratione conflatus; de mentis saluberrima persuasione, Lipsk 1516, drukarnia W. Schumann (dzieło filozoficzne pod znakiem neoplatonizmu)
- Epigram de feste urbis Vratislaviensis insignibus (6 wierszy), wyd. w: Prognosticon Vratislaviensis (!), Kraków 1516; zob. F. Nielander Zeitschrift d. Vereins f. d. Geschichte u. Alterthumskunde Schlesiens, t. 17 (1883), s. 147
- Epithalamium... in nuptiis sacrae Regiae Maiestatis Poloniae, Kraków 1518, drukarnia H. Wietor; także w: Acta Tomiciana, t. 4 (1885), s. 292–295 (tamże s. 295–296: Ad Famam)
- Cursus sancti Bonaventurae de passione Domini cum invitatorio himnis et canticis, Wrocław 1521, drukarnia A. Dyonis
- Carmina de Joannis Alberti, regis Poloniae, electione et coronatione, ogł. M. Jezienicki Księga pamiątkowa... L. Ćwiklińskiego, Lwów 1902
- Oratio ad B. Mariam Virginem (3 strofy saficzne), ogł. G. Bauch „Geschichte des Breslauer Schulwesens vor der Reformation”, Wrocław 1909, Codex Diplomaticus Silesiae, t. 25, s. 234
- Utwory poetyckie w rękopisie Biblioteki Uniwersytetu Wrocławskiego, sygn. IV. F. 36.; początkowe wiersze 6 utworów ogł. M. Jezienicki „O rękopisie Biblioteki królewskiej i uniwersyteckiej we Wrocławiu”, Archiwum do Dziejów Literatury i Oświaty w Polsce, t. 9 (1897), s. 287–288 i odb.

### Listy
- Do Konrada Celtesa, Wrocław: 26 czerwca 1499, 30 czerwca 1500, 26 października 1502, 20 stycznia 1503; wyd. H. Rupprich „Der Briefwechsel des Conrad Celtis”, Monachium 1934, Veröffentlichungen d. Komission z. Erforsch. Gesch. d. Reformation u. Gegenreformation. Humanistenbriefe, t. 3
- Do K. Celtesa, Wrocław, 31 marca 1500, ogł. M. Jezienicki „Laurentii Corvini Silesii epistula ad Conradum Celtem nunc primum edita”, Eos 1896 (ten oraz 3 inne listy do K. Celtesa z lat 1501–1503 znajdowały się w kodeksie Biblioteki Nadwornej w Wiedniu, sygn. 3448)